# Donji Kukuruzari
Donji Kukuruzari su naselje i općina u Republici Hrvatskoj, u Sisačko-moslavačkoj županiji.

## Zemljopis
Donji Kukuruzari su naselje i istoimena općina Sisačko-moslavačke županije. Smješteni su u dolini rijeke Sunje na Banovini, 38 km južno od grada Siska. Površina općine iznosi 116 km2. 

## Stanovništvo
| broj stanovnika | 3403  | 3498  | 3555  | 4426  | 5025  | 5476  | 5309  | 5525  | 4340  | 4554  | 4341  | 3737  | 3363  | 3063  | 2047  | 1634  | 1080  |
|                 | 1857. | 1869. | 1880. | 1890. | 1900. | 1910. | 1921. | 1931. | 1948. | 1953. | 1961. | 1971. | 1981. | 1991. | 2001. | 2011. | 2021. |

| broj stanovnika | 465   | 502   | 448   | 622   | 451   | 455   | 441   | 423   | 352   | 401   | 393   | 320   | 309   | 301   | 226   | 297   | 188   |
|                 | 1857. | 1869. | 1880. | 1890. | 1900. | 1910. | 1921. | 1931. | 1948. | 1953. | 1961. | 1971. | 1981. | 1991. | 2001. | 2011. | 2021. |

### Stanovništvo 2001. godine
Po popisu stanovništva iz 2001. godine, općina Donji Kukuruzari imala je 2047 stanovnika, raspoređenih u 15 naselja:
- Babina Rijeka – 188
- Borojevići – 174
- Donja Velešnja – 356
- Donji Bjelovac – 52
- Donji Kukuruzari – 226
- Gornja Velešnja – 72
- Gornji Bjelovac – 105
- Gornji Kukuruzari – 78
- Knezovljani – 79
- Komogovina – 188
- Kostreši Bjelovački – 52
- Lovča – 26
- Mečenčani – 168
- Prevršac – 159
- Umetić – 124

Nacionalni sastav 2001. godine:
- Hrvati – 1576 (76,99 %)
- Srbi – 431 (21,06 %)
- Crnogorci – 2
- Slovenci – 2
- Bošnjaci – 1
- neopredijeljeni – 31 (1,51 %)
- nepoznato – 4

### Stanovništvo 2011. godine
Prema popisu stanovništva iz 2011. godine, općina Donji Kukuruzari ima 1634 stanovnika raspoređih po naseljima:
- Babina Rijeka – 127
- Borojevići – 119
- Donja Velešnja – 261
- Donji Bjelovac – 43
- Donji Kukuruzari – 297
- Gornja Velešnja – 73
- Gornji Bjelovac – 53
- Gornji Kukuruzari – 51
- Knezovljani – 81
- Komogovina – 126
- Kostreši Bjelovački – 43
- Lovča – 19
- Mečenčani – 148
- Prevršac – 120
- Umetić – 73

Nacionalni sastav 2011. godine:
- Hrvati – 1053 (64,44 %)
- Srbi – 569 (34,82 %)
- Crnogorci – 2 (0,12 %)
- Slovenci – 2 (0,12 %)
- Bošnjaci – 1 (0,06 %)
- neopredijeljeni i ostalo – 7 (0,43 %)

## Poznate osobe
- Svetozar Borojević (rođen u Umetiću)
- Don Ante Lizatović

## Spomenici i znamenitosti
- Stari grad Prekovršac
- Ljetnikovac Kaline

## Obrazovanje
- Osnovna škola Katarina Zrinska, smještena u selu Mečenčani. Škola je trenutno bez knjižnice (podatak 2007. god.), što se nadoknađuje u mečenčanskoj čitaonica Napredak. Škola radi u dvije smjene i u njoj polaze učenici od 1. – 8. razreda.

## Kultura
- Kulturno-umjetničko društvo Napredak. KUD Napredak održava običaje bosanskih Hrvata koji su se ondje doselili nakon Domovinskog rata. Društvo ima pedesetak članova koji djeluju u dvije sekcije, maloj i velikoj.

## Vanjske poveznice
- Službena stranica općine